# Vo’
Vo’ település Olaszországban, Veneto régióban, Padova megyében. Lakosainak száma 3264 fő (2023. január 1.). Vo’ Agugliaro, Albettone, Cinto Euganeo, Galzignano Terme, Lozzo Atestino, Rovolon és Teolo községekkel határos.

## Népesség
A település lakossága az elmúlt években az alábbi módon változott:
| Lakosok száma | 3355 | 3341 | 3264 |
|               | 2017 | 2018 | 2023 |